# オートスライド
オートスライドとは、ソニーの前身企業である東京通信工業が昭和20年代に開発した、テープレコーダーとスライド写真を組み合わせた映写機。正しくはAutomatic Slide Projectorという。
原理としては録音テープの裏側にカーボンマークを付け、これを認識することで信号を送り、スライド写真のコマを送る。録音テープ内に信号を埋め込むのと違って非常に初歩的な技術だが、映像の切替と音楽の同調が簡単に可能であった。しかし一方で何回も再生するうちにマークをうまく認識せず、スライド写真の順番が狂ってしまうなどのトラブルも発生した。
実際にはソニーはOEMで外部業者の峰尾音響研究所（現・峰尾研究所）に委託し、ソニーブランドで発売したとされる。
もともと学校教育用の機材として開発されたものだが、芸術家グループ実験工房がこれを入手し、気鋭の前衛美術家や写真家による映像と、湯浅譲二や武満徹などの作曲家によるミュージックコンクレートなどテープ音楽を組み合わせたミクストメディアの芸術作品を制作し、1953年頃より数年間にかけて多くの作品発表を行った。